# Francisco Muñoz (Leichtathlet)
Francisco Muñoz (* 30. November 1995) ist ein chilenischer Sprinter, der sich auf die 400-Meter-Distanz spezialisiert hat.

## Sportliche Laufbahn
Erste internationale Erfahrungen sammelte Francisco Muñoz im Jahr 2025, als er bei den Südamerikameisterschaften in Mar del Plata, bei denen er mit der chilenischen 4-mal-400-Meter-Staffel in 3:13,04 min den vierten Platz belegte und auch mit der Mixed-Staffel über diese Distanz in 3:24,13 min den vierten Platz belegte.
2019 wurde Muñoz chilenischer Meister in der 4-mal-400-Meter-Staffel.

## Persönliche Bestleistungen
- 400 Meter: 47,61 s, 29. März 2025 in Santiago de Chile